# Kråksmåla landskommun
Kråksmåla landskommun var en kommun i Kalmar län.

## Administrativ historik
Kommunen inrättades som landskommun i Kråksmåla socken i Handbörds härad i Småland när 1862 års kommunalförordningar trädde i kraft. Den uppgick 1952 i Alsterbro landskommun som 1969 uppgick i Nybro stad, från 1971 Nybro kommun.

## Politik

### Mandatfördelning i Kråksmåla landskommun 1938-1946
| 1 | 10 | 3 | 6 |

| 19 |

| 11 | 1 | 6 | 2 |

| 19 |

| 1 | 10 | 6 | 3 |

| 18 |